# زاپاتیسمو

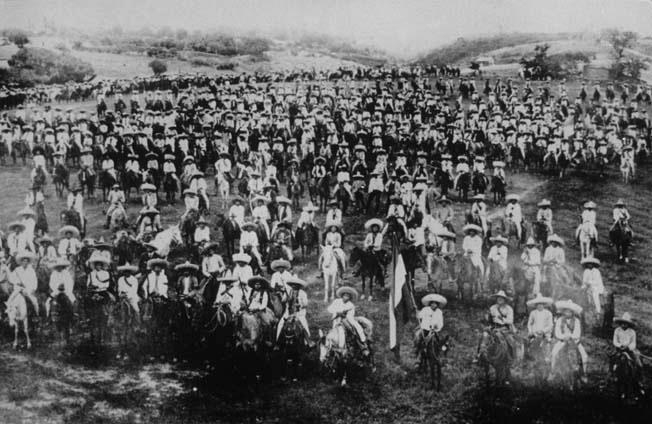
ارتش زاپاتیستا

زاپاتیسمو جنبش مسلحانه‌ای بود که با ایده‌های امیلیانو زاپاتا شناخته می‌شود؛ ایده‌هایی که عمدتاً در طرح آیالا (منتشرشده در سال ۱۹۱۱) منعکس شده‌اند. اعضای ارتش آزادی‌بخش جنوب به رهبری زاپاتا به نام «زاپاتیستا» شناخته می‌شدند.
یکی از نمادین‌ترین ایده‌های زاپاتیسمو این بود که زمین به کشاورز تعلق دارد که نشان دهنده نوعی سوسیالیسم دهقانی است که در اصل توسط خود زاپاتا و در تلاش برای حذف حاکمیت در مکزیک و بازگرداندن مالکیت زمین به طبقات دهقانان در جنوب ابداع شد. این عبارت و آنچه نشان می‌دهد به نمادهای زراعت‌گرایی مکزیک تبدیل شد.